# Igualatorio Médico Quirúrgico y de Especialidades de Asturias
El Igualatorio Médico Quirúrgico y de Especialidades de Asturias (IMQ) es una empresa española que se dedica a la comercialización de asistencia sanitaria privada y seguros de salud, con sede en Gijón, Asturias.
Se fundó en 1954 por un colectivo de médicos asturianos que tenían como objetivo facilitar asistencia médica mediante el pago de una cuota o iguala a personas que no tuvieran acceso a la Seguridad Social. Adquirieron el Hospital Begoña y posteriormente empezaron a encargarse de la asistencia sanitaria de mutualidades de funcionarios como Muface, ISFAS y MUGEJU. En 2002 abrió Policlínicas Oviedo para satisfacer la demanda existente de atención ambulatoria.